# Danmarks Ishockey Union
Danmarks Ishockey Union (DIU) er ishockeyens officielle specialforbund i Danmark og medlem af Danmarks Idræts-Forbund, Danmarks Olympiske Komité samt International Ice Hockey Federation. Forbundet blev stiftet den 27. november 1949 og blev samme år medlem af International Ice Hockey Federation.
Forbundet har bl.a. ansvaret for Danmarks ishockeylandshold og Danmarks ishockeylandshold for kvinder. De to hold er pr. 2022 rangeret på henholdsvis 10.- og 11.-pladsen IIHF's verdensranglister for landshold. Forbundet har også ansvaret for Metal Ligaen og resten af danmarksturneringen.
DIU havde i 2021 17 medlemsklubber med i alt 6.125 medlemmer.

## Historie
Ishockeyklubber og -spillere var indtil 1949 organiseret i Dansk Skøjte Union. Den interne ishockeyafdeling i unionen var imidlertid blevet så stor at man den 27. november 1949 kunne stifte sit eget forbund kun med ansvaret for ishockey og derefter søge optagelse under Danmarks Idræts-Forbund.
Jysk Ishockey Union blev etableret i 1959 og Sjællands Ishockey Union efterfulgte i 1962. Eftersom DIU i løbet af årene havde overtaget de fleste opgaver fra lokalunionerne, blev de opløst i 2010.

## Hall of Fame
Danmarks Ishockey Unions Hall of Fame blev stiftet i 2012 og består af følgende personer:
- Jesper Duus (optaget 2012)
- Heinz Ehlers (2012)
- Jens Nielsen (2014)
- Jørgen Hviid (2014)[3]
- Per Holten Møller (2015)[4]
- Frits Nielsen (2015)[5]
- Keld Bjerrum (2016)[6]
- Dan Jensen (2016)[7]
- Egon Kahl (2016)[8]
- Bent Roland Hansen (2016)[9]
- Frederik Åkesson (2017)[10]
- Richard David (2017)[11]
- Guddi Høybye (2017)[12]
- George Galbraith (2017)[13]
- Søren True (2017)[14]

## Medlemsklubber
Følgende 17 ishockeyklubber er pr. 2022 medlem af Danmarks Ishockey Union:
- Amager Ishockey Club (herunder eliteoverbygningen Amager Islanders organiseret i selskabet Elite Ishockey Amager ApS)
- Copenhagen Falcons
- Esbjerg Ishockey Klub (herunder eliteoverbygningen Esbjerg Energy organiseret i selskabet Esbjerg Elite Ishockey A/S)
- Frederikshavn Ishockey Klub (herunder eliteoverbygningen Frederikshavn Whitehawks organiseret i selskabet Elite Nord Frederikshavn A/S)
- Gladsaxe Ishockey
- Herlev Ishockey Klub (herunder eliteoverbygningen Herlev Eagles organiseret i selskabet Elitehockey ApS)
- Herning Ishockey Klub (herunder eliteoverbygningen Herning Blue Fox organiseret i selskabet Blue Fox Herning A/S)
- Hvidovre Ishockey Klub
- Icehockey Club Gentofte Stars (herunder eliteoverbygningen Unibet Stars Gentofte organiseret i selskabet Gentofte Stars Elite ApS)
- Ishockey Klubben Aarhus
- Kjøbenhavns Skøjteløberforening
- Odense Ishockey Klub (herunder eliteoverbygningen Odense Bulldogs organiseret i selskabet Bulldogs Odense ApS)
- Rungsted Ishockey Klub (herunder eliteoverbygningen Rungsted Ishockey organiseret i selskabet Rungsted Ishockey ApS)
- Rødovre Skøjte & Ishockey Klub (herunder eliteoverbygningen Rødovre Mighty Bulls organiseret i selskabet 2610 Mighty Bulls ApS)
- Silkeborg Skøjteløberforening af 1896
- Vojens Ishockey Klub (herunder eliteoverbygningen SønderjyskE Ishockey organiseret i selskabet SønderjyskE Ishockey A/S)
- AaB Ishockey (herunder eliteoverbygningen Aalborg Pirates organiseret i selskabet Aalborg Ishockey A/S)

Derudover er følgende forening ligeledes medlem af unionen:
- Dansk Ishockey Dommerklub

## Landshold
Danmarks Ishockey Union har pr. 2022 otte landshold:
- Mænd:
  - Senior
  - U25
  - U20
  - U18
  - U17
  - U16
- Kvinder:
  - Senior
  - U18